# Saint-Bauzile (Lozère)
Saint-Bauzile (okzitanisch Sent Bausèli) ist eine französische Gemeinde mit 590 Einwohnern (Stand: 1. Januar 2022) im Département Lozère in der Region Okzitanien. Sie gehört zum Arrondissement Mende und zum Kanton Saint-Étienne-du-Valdonnez. Die Einwohner werden Bauziliens genannt.

## Lage

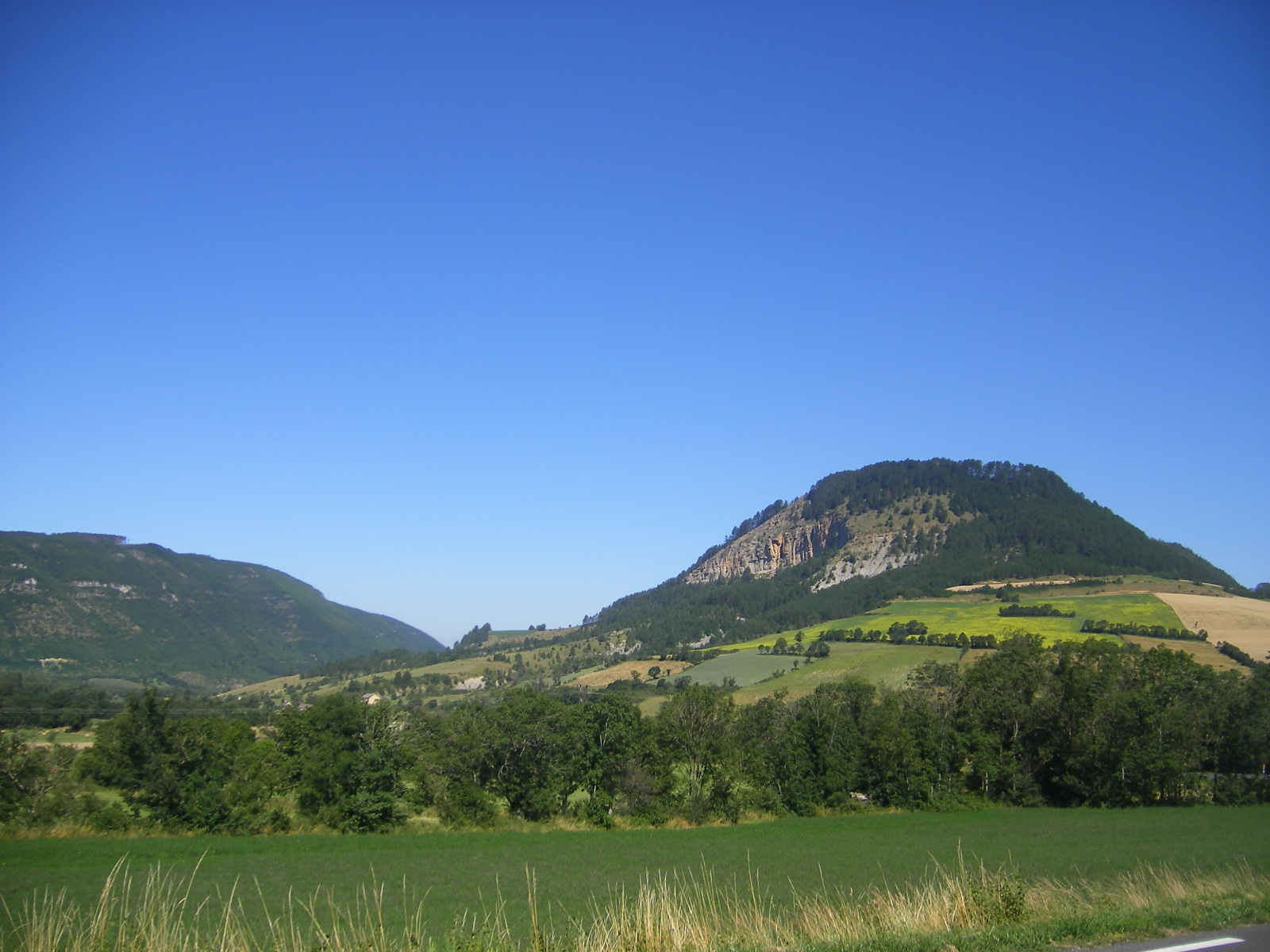
1099 m hoher „Hausberg“ Truc de Balduc

Die Gemeinde Saint-Bauzile liegt im südlichen Zentralmassiv am Nordrand der Cevennen, fünf Kilometer südlich von Mende am Fluss Bramont. Umgeben wird Saint-Bauzile von den Nachbargemeinden Mende im Norden, Brenoux im Nordosten und Osten, Pelouse im Osten, Badaroux im Süden und Südwesten sowie Chastel-Nouvel im Südwesten und Westen.

## Bevölkerungsentwicklung
| Jahr                       | 1962 | 1968 | 1975 | 1982 | 1990 | 1999 | 2006 | 2016 | 2022 |
| Einwohner                  | 241  | 247  | 256  | 357  | 472  | 504  | 545  | 624  | 590  |
| Quellen: Cassini und INSEE |      |      |      |      |      |      |      |      |      |

## Sehenswürdigkeiten
- Kirche Saint-Bauzile
- Kirche Saint-Martin im Ortsteil Le Falisson
- Burgruine von Montialoux aus dem 12. Jahrhundert
- ehemaliges Waschhaus (Lavoir)

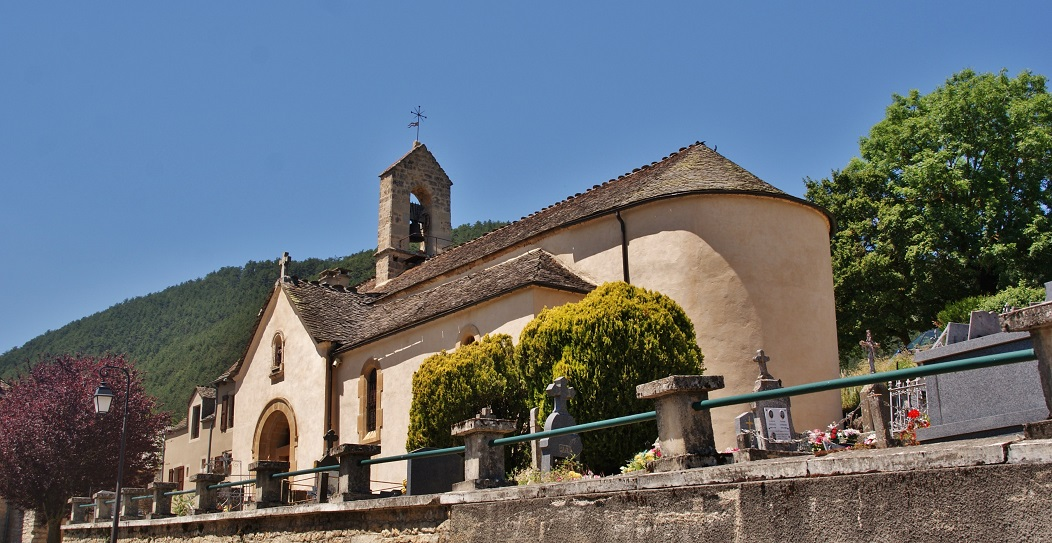
Kirche Saint-Bauzile
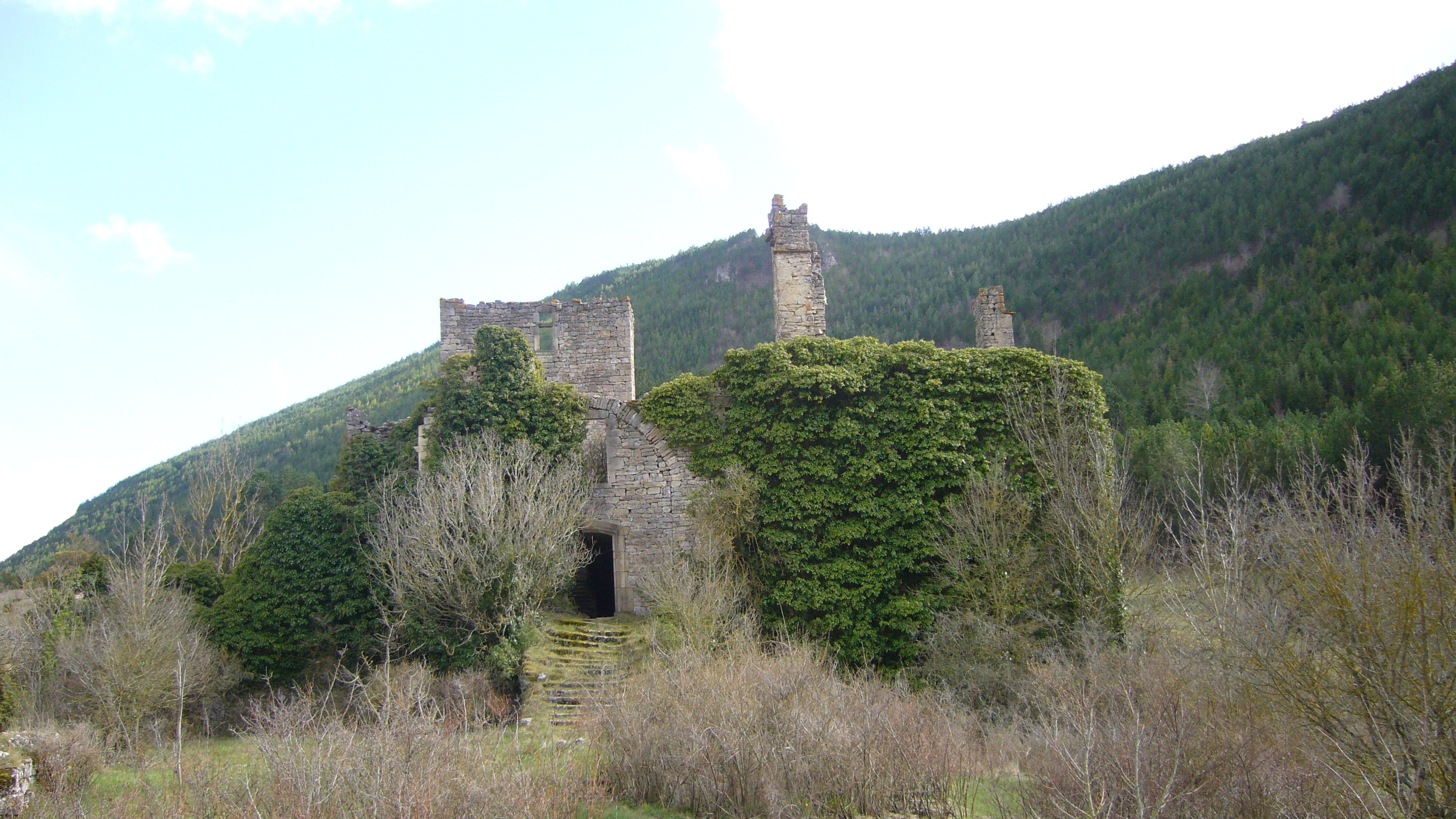
Burgruine von Montialoux
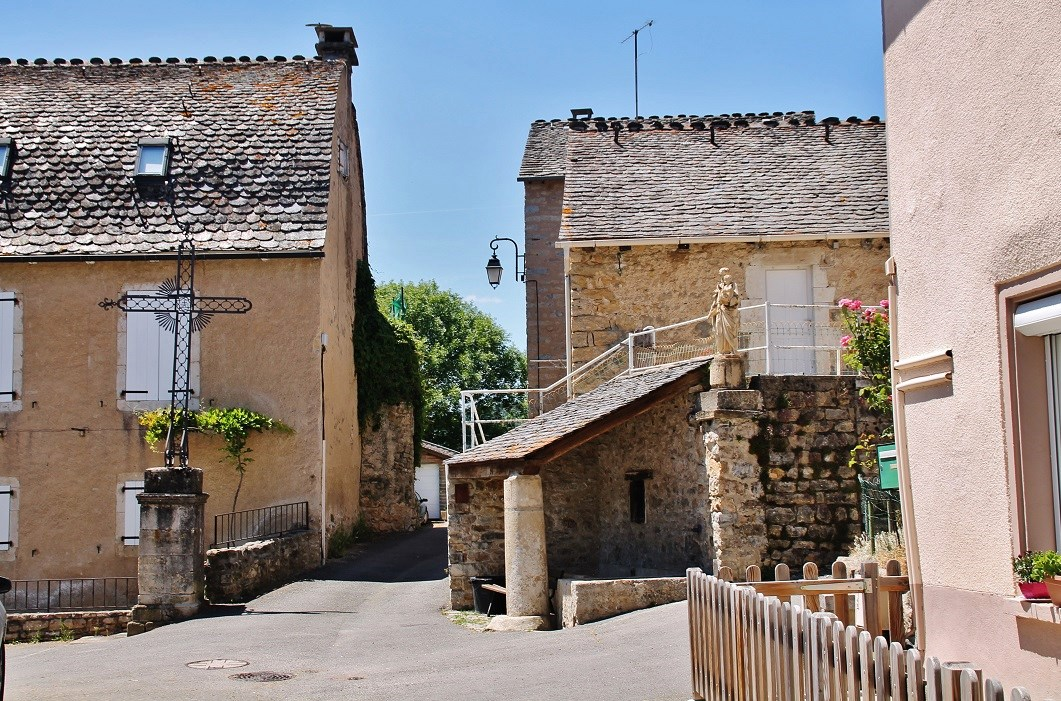
Waschhaus